# てめぇらオレの邪魔すんな!
「Z/X -Zillions of enemy X- NF DramaCD (4)「てめぇらオレの邪魔すんな!」」は、ブロッコリー発売のトレーディングカードゲーム、Z/X（ゼクス）4枚目のドラマCD。2015年5月31日に発売された。

## ストーリー
剣淵相馬（CV. 細谷佳正）は捕らえたプラセクトを売り払うことで生計を立てる、ゼクスハンター。
一匹狼を信条としながら、なぜか女性ばかりが集まってくる剣淵相馬の私生活に密着。
プラセクトの生態と知識に関して彼の右に出るものはなく、生命をかけたワイルドな生き様に、ついたあだ名は「虫取り名人」。
そんな彼が捕らえたプラセクトを売りに行こうとしたところ、パートナーのフィーユ（CV. 小澤亜李）ばかりか、ウェアジャガー（CV. 種田梨沙）とルクスリア（CV. 斎藤千和）も同行することになる。

## 収録内容
1. ドラマパート『虫取り名人の朝は早い』 [45:11] 
出演 : 剣淵相馬（CV.細谷佳正）
樹海の乙女フィーユ（CV. 小澤亜李）
五頭領 天眼忍者ウェアジャガー（CV. 種田梨沙）
七大罪 色欲の魔人ルクスリア（CV. 斎藤千和）
七大罪 嫉妬の魔人インウィディア（CV. 久保ユリカ）
アドミニストレータ アルクトゥルス（CV. 山村響）

1. 世界中がTO・RI・KO [3:29] 
歌 : 七大罪 色欲の魔人ルクスリア（CV. 斎藤千和）
作詞 / 作曲 / 編曲 : 真鍋旺嵩、中沢昭宏、chi4

## 封入特典
イベントカード 「両手に花？」2枚